# Stanisław Waltoś
Stanisław Marian Waltoś (ur. 9 lutego 1932 w Stanisławowie) – polski prawnik i nauczyciel akademicki, profesor nauk prawnych, teoretyk prawa, specjalista w zakresie historii prawa i postępowania karnego. Członek Polskiej Akademii Nauk i Polskiej Akademii Umiejętności, profesor zwyczajny Uniwersytetu Jagiellońskiego, wieloletni kierownik Zakładu Postępowania Karnego na Wydziale Prawa UJ, w latach 1977–2011 dyrektor Muzeum Uniwersytetu Jagiellońskiego.
W latach 90. ekspert m.in. Rady Europy. Uczestnik prac nad kodyfikacjami karnymi z 1997, inicjator wprowadzenia do polskiej procedury karnej instytucji świadka anonimowego i świadka koronnego. W latach 2004–2006 przewodniczący Komisji Kodyfikacyjnej Prawa Karnego, w latach 2009–2015 członek tej komisji. Autor około czterystu publikacji, w tym wznawianego kilkanaście razy podręcznika akademickiego Proces karny: zarys systemu. Redaktor naczelny czasopism „Archivum Iuridicum Cracoviense” oraz „Opuscula Muzealia”, przewodniczący Rady Naukowej Zakładu Narodowego im. Ossolińskich.

## Życiorys

### Rodzina i edukacja
Urodził się w 1932 w Stanisławowie jako syn Elmy Cecylii z domu Buszyńskiej i Tadeusza Waltosia. Jego młodszy brat Jacek urodził się w 1938.
Ukończył szóstą klasę szkoły podstawowej w Jaśle. Od 1946 uczęszczał do I Liceum Ogólnokształcącego w Dębicy, w którym w 1950 zdał egzamin maturalny z wyróżnieniem. W okresie szkolnym należał do Związku Harcerstwa Polskiego, pełnił funkcję komendanta komendy powiatowej ZHP w Dębicy.
W 1954 ukończył studia prawnicze na Uniwersytecie Jagiellońskim. Jako swoich „wielkich mistrzów” wymienił Adama Vetulaniego, Mariana Cieślaka i Władysława Woltera.

### Praca zawodowa i naukowa
Po ukończeniu studiów został skierowany do pracy w Prokuraturze Wojewódzkiej w Krakowie, gdzie był zatrudniony kolejno w charakterze asesora, referendarza śledczego i podprokuratora. W 1956 objął stanowisko asystenta w Katedrze Postępowania Karnego na Uniwersytecie Jagiellońskim. Asystenturę zaproponował mu Marian Cieślak po tym, jak Stanisław Waltoś opublikował krytyczny artykuł dotyczący projektu kodeksu karnego, wzorowanego na kodeksie stalinowskim.
W 1962 uzyskał stopień naukowy doktora w oparciu o rozprawę zatytułowaną Funkcje i formy aktu oskarżenia w procesie karnym, którą napisał pod kierunkiem Mariana Cieślaka i która została wyróżniona przez czasopismo „Państwo i Prawo”. W latach 1962–1964 był radcą w Prokuraturze Wojewódzkiej w Krakowie. W 1964 otrzymał stypendium habilitacyjne i zrezygnował z pracy w prokuraturze.
W 1968 został doktorem habilitowanym na podstawie pracy pt. Model postępowania przygotowawczego na tle prawnoporównawczym. W 1974 został kierownikiem Zakładu Postępowania Karnego na Wydziale Prawa UJ. Tytuł profesora nadzwyczajnego uzyskał w 1979, a profesora zwyczajnego w 1987. W 2002 przeszedł na emeryturę, pozostając wykładowcą Wyższej Szkoły Informatyki i Zarządzania w Rzeszowie.
Opublikował jako autor, współautor i redaktor około czterysta prac naukowych, głównie z zakresu postępowania karnego, m.in. kilkanaście razy wznawiany i aktualizowany podręcznik akademicki Proces karny: zarys systemu. Jego dorobek naukowy (według stanu na marzec 2022) to m.in. 12 monografii, 10 podręczników akademickich, 20 redakcji naukowych, ponad 50 artykułów w językach obcych, kilkadziesiąt glos i recenzji, a także blisko 70 publikacji z zakresu historii kultury i około 40 innych prac o charakterze popularyzatorskim. Wśród jego zainteresowań badawczych na przestrzeni lat były: zasady procesowe, organizacja prokuratury, model postępowania przygotowawczego, zagadnienia dowodowe (w tym instytucja świadka koronnego i świadka incognito), anglosaska zasada owoców zatrutego drzewa, a także różne aspekty dotyczące przebiegu procesu sądowego, takie jak konsensualizm, analiza uprawnień uczestników postępowania na tle standardu konstytucyjnego, prawo prasowe, postępowania szczególne, kwestie konwalidacji czynności procesowych, pragmatyzm i antypragmatyzm w procesie karnym, obstrukcja procesowa, czyli nadużywania prawa, przewlekłość postępowania.
Współpracował przy publikacjach z Kazimierzem Buchałą, Marianem Cieślakiem czy Andrzejem Markiem. We wrześniu 2004 za książkę Na tropach doktora Fausta i inne szkice otrzymał nagrodę Krakowska Książka Miesiąca. Był promotorem około trzystu siedemdziesięciu prac magisterskich i kilkunastu rozpraw doktorskich. Wśród jego studentów byli m.in. Zbigniew Doda, Barbara Nita-Światłowska, Andrzej Światłowski, Dobrosława Szumiło-Kulczycka i Antoni Bojańczyk.
Został członkiem korespondentem (2002), a następnie członkiem rzeczywistym Polskiej Akademii Nauk (2007). W 1996 został członkiem korespondentem, a w 2008 członkiem czynnym Polskiej Akademii Umiejętności (2008). W 2001 został wybrany członkiem korespondentem Nordrhein-Westfälische Akademie der Wissenschaften und der Künste. Był wiceprzewodniczącym (1992–2002) i przewodniczącym (2003–2007) Komitetu Nauk Prawnych PAN, wiceprzewodniczącym Komitetu „Polska w Zjednoczonej Europie” przy Prezydium PAN (2002–2006), członkiem Prezydium Oddziału PAN w Krakowie (2002–2010). W latach 2006–2011 zasiadał w Prezydium PAN.
W latach 1985–2002 był redaktorem naczelnym „Archivum Iuridicum Cracoviense”. W latach 1985–2002 był redaktorem naczelnym „Opuscula Muzealia”, ponownie funkcję tę objął w 2006. Został też członkiem komitetu redakcyjnego „Czasopisma Prawno-Historycznego”.

### Działalność społeczna i publiczna
Od 1977 do 2011 pełnił funkcję dyrektora Muzeum Uniwersytetu Jagiellońskiego Collegium Maius. Na tym stanowisku zastąpił twórcę tej placówki – Karola Estreichera. Został wiceprzewodniczącym prezydium Polskiego Komitetu Narodowego Międzynarodowej Rady Muzeów (ICOM). W latach 2004–2014 był przewodniczącym Stałej Konferencji Dyrektorów Muzeów Krakowskich. Został członkiem Prezydium Społecznego Komitetu Odnowy Zabytków Krakowa, a w 2006 przewodniczącym Rady Naukowej Zakładu Narodowego im. Ossolińskich.
W latach 80. uczestniczył w pracach związanego z demokratyczną opozycją Centrum Obywatelskich Inicjatyw Ustawodawczych Solidarności. Jak sam wspominał, w 1990 otrzymał propozycję wejścia w skład Sądu Najwyższego, gdzie miał objąć funkcję prezesa SN kierującego Izbą Karną. Po namyśle odmówił, rekomendując do Sądu Najwyższego swojego ucznia Zbigniewa Dodę, który od 1996 kierował Izbą Karną SN.
W latach 1994–1997 był przewodniczącym Rady Fundacji dla Uniwersytetu Jagiellońskiego. W latach 1992–1997 był ekspertem Rady Europy, a w 1994 ekspertem rządu Republiki Łotewskiej. W latach 1987–1995 był członkiem Komisji ds. Reformy Prawa Karnego. W latach 1995–2004 był sekretarzem generalnym polskiej grupy Association Internationale de Droit Pénal, a w latach 1999–2003 przewodniczącym Association internationale des sciences juridiques.
Uczestniczył w pracach nad kodyfikacjami karnymi z 1997, był inicjatorem wprowadzenia do polskiej procedury karnej instytucji świadka anonimowego i świadka koronnego. W latach 2000–2002 był członkiem Rady Legislacyjnej działającej przy prezesie Rady Ministrów. Od 2004 przewodniczył Komisji Kodyfikacyjnej Prawa Karnego, lecz 30 stycznia 2006 ostatecznie został odwołany ze stanowiska przewodniczącego i członka Komisji Kodyfikacyjnej Prawa Karnego przez prezesa Rady Ministrów na wniosek ministra sprawiedliwości Zbigniewa Ziobry. Ponownie powołany na członka komisji kolejnej kadencji w 2009 i podobnie jak cała komisja został odwołany 11 stycznia 2016.
W 2015 został członkiem honorowego komitetu poparcia Bronisława Komorowskiego przed wyborami prezydenckimi. Krytykował reformy sądowe wprowadzane po 2015 w Polsce przez Prawo i Sprawiedliwość, przede wszystkim reformę kodeksu karnego. W wywiadzie udzielonym w 2017 stwierdził, że jako prawnik życzyłby sobie „przywrócenia niezawisłego i rzetelnie funkcjonującego Trybunału Konstytucyjnego (…), autentycznej niezawisłości sędziów (…). Władza wykonawcza dąży bowiem do zapewnienia sobie wpływu na władzę sądowniczą poprzez dobór sędziów (…).” Dodał, że życzyłby sobie również „niezależności prokuratorów (…)”.
W kwietniu 2017 w Wyższej Szkole Informatyki i Zarządzania w Rzeszowie odbyło się spotkanie jubileuszowe z okazji 85. urodzin Stanisława Waltosia. W maju 2022 na Uniwersytecie Jagiellońskim odbyły się uroczystości z okazji jego 90. urodzin, w trakcie których laudację na jego cześć wygłosił Stanisław Zabłocki, sędzia Sądu Najwyższego w stanie spoczynku. W 2022 nakładem wydawnictwa Wolters Kluwer Polska została wydana publikacja W pogoni za rzetelnym procesem karnym: księga dedykowana Profesorowi Stanisławowi Waltosiowi pod redakcją Dobrosławy Szumiło-Kulczyckiej.

## Publikacje
- Pitaval krakowski (współautor ze Stanisławem Salmonowiczem i Januszem Szwają), Wydawnictwo Prawnicze, Warszawa 1962 (do 2010 łącznie 5 wydań).
- Akt oskarżenia w procesie karnym, Wydawnictwo Prawnicze, Warszawa 1963.
- Zarys prawa karnego materialnego i procesowego (współautor z Kazimierzem Buchałą), Wyd. UJ, Kraków 1971.
- Postępowanie szczególne w procesie karnym: postępowania kodeksowe, PWN, Warszawa 1973.
- Proces karny w kazusach, PWN, Warszawa 1974.
- Zasady prawa i procesu karnego (współautor z Kazimierzem Buchałą), PWN, Warszawa 1975.
- Krajobraz „Wesela”, Wawel-Tourist, Kraków 1982 (do 2000 łącznie 3 wydania).
- Proces karny: zarys systemu, PWN, Warszawa 1985 (do 2009 łącznie 10 wydań).
- Świadek w procesie sądowym (red.), Wydawnictwo Prawnicze, Warszawa 1985.
- Podstawy prawa i procesu karnego (współautor z Andrzejem Markiem), Wyd. Prawnicze PWN, Warszawa 1999 (do 2008 łącznie 4 wydania).
- Collegium Maius Uniwersytetu Jagiellońskiego, Karpaty, Kraków 1999.
- Naczelne zasady procesu karnego, Wydawnictwo Prawnicze, Warszawa 1999.
- Na tropach doktora Fausta i inne szkice, Wydawnictwa Szkolne i Pedagogiczne, Warszawa 2004.
- Owoce zatrutego drzewa, Universitas, Kraków 2010.
- Zagadnienia dowodowe w procesie karnym (red.), Wyd. UJ, Kraków 2011.
- Grabież Ołtarza Wita Stwosza, Wolters Kluwer, Warszawa 2015.
- Wędrowanie po wyspach pamięci, wspomnienia, Wolters Kluwer, Warszawa 2019.
- Czy profesor powinien mieć psa… i inne eseje, Wolters Kluwer, Warszawa 2022.

## Odznaczenia i wyróżnienia

### Ordery i odznaczenia
- Krzyż Komandorski z Gwiazdą Orderu Odrodzenia Polski (2011)[28]
- Krzyż Komandorski Orderu Odrodzenia Polski (1998)[29]
- Krzyż Kawalerski Orderu Odrodzenia Polski (1980)[11]
- Złoty Krzyż Zasługi (1976)[11]
- Złoty Medal „Zasłużony Kulturze Gloria Artis” nadany przez ministra kultury (2005)[30]
- Odznaka „Honoris Gratia” nadana przez prezydenta Krakowa (2005)[11]

### Doktoraty honorowe
- Tytuł doktor honoris causa Uniwersytetu Marii Curie-Skłodowskiej w Lublinie (2004)[31]
- Tytuł doktor honoris causa Bałtyckiego Uniwersytetu Federalnego im. Immanuela Kanta w Królewcu (2007)[11]
- Tytuł doktor honoris causa Uniwersytetu Warszawskiego (2011)[11]

### Nagrody i wyróżnienia
- Nagroda Ministra Edukacji Narodowej I stopnia (1986)[11]
- Medal „Merentibus” przyznany przez Senat Uniwersytetu Jagiellońskiego (2001)[11]
- Nagroda im. prof. Aleksandra Gieysztora[11] przyznana przez Fundację Kronenberga przy Citi Handlowy „za troskę o dobro kultury polskiej, przejawiającą się w konsekwentnych działaniach zmierzających do umacniania pozycji Muzeum Uniwersytetu Jagiellońskiego, a także za rozsławianie i promocję dorobku polskiej kultury w świecie” (2003)
- Nagroda Krakowska Książka Miesiąca za książkę Na tropach doktora Fausta i inne szkice (2004)
- Nagroda im. Edwarda J. Wende przyznana przez Fundację dla Polski „za szczególne dokonania na polu krzewienia i podnoszenia kultury prawnej i realizację idei państwa prawa” (2010)[32][33]
- Medal „Plus ratio quam vis” (2007)[34]
- Złoty Medal Muzeum Narodowego w Krakowie (2007)[11]
- Złoty Medal Uniwersytetu Wrocławskiego (2010)[11]
- Tytuł profesora honorowego Uniwersytetu Jagiellońskiego (2012)[6][35]
- Nominacja do Nagrody Identitas za książkę Grabież Ołtarza Wita Stwosza (2016)[36]
- Medal św. Krzysztofa przyznany przez Muzeum Krakowa (2019)[37][38]
- Medal „Adwokatura Zasłużonym” przyznany przez Naczelną Radę Adwokacką (2022)[26]